# スネッグ級ミサイル艇
スネッグ級ミサイル艇（ノルウェー語: Snøgg-klasse missiltorpedobåter）は、ノルウェー海軍のミサイル艇・魚雷艇の艦級。

## 設計
設計はおおむね、先行するストルム級のものが踏襲されており、船質は鋼鉄製とされた。主機もストルム級と同系統で、V型16気筒ディーゼルエンジンであるMTU 16V538 TB92が搭載された。
一方、装備は大幅に変更された。砲熕兵器としては、ストルム級のボフォース50口径76mm単装砲は省かれ、同級で副武装とされたボフォース 70口径40mm機関砲の単装マウントが船首甲板に設置された。またWM-26射撃指揮装置も省かれ、PEAB TORIが装備された。
対艦兵器としては、ストルム級で後日装備されたペンギン艦対艦ミサイルが当初より搭載されたほか、21インチ魚雷発射管を船首・船尾甲板両舷に1基ずつ設置しており、有線誘導式のFFV T-61魚雷の運用に対応した。
1990年代には、電子機器の更新とミストラル近接防空ミサイルの搭載などの近代化改修が検討されたが、実現せずに退役した。

## 同型艦一覧
| #     | 艦名        | 就役   | 退役   |
| ----- | ----------- | ------ | ------ |
| P 980 | KNM «Snøgg» | 1970年 | 1995年 |
| P 981 | KNM «Rapp»  | 1970年 | 1995年 |
| P 982 | KNM «Snar»  | 1970年 | 1995年 |
| P 983 | KNM «Rask»  | 1971年 | 1995年 |
| P 984 | KNM «Kvikk» | 1971年 | 1995年 |
| P 985 | KNM «Kjapp» | 1971年 | 1995年 |